# Eugène Arbeit
Pour les articles homonymes, voir Arbeit.
Eugène Arbeit est un peintre de l’école française né à Wegscheid en Alsace le 9 août 1825 et mort dans cette commune le 27 février 1900.

## Biographie
François Eugène Arbeit naît à Wegscheid le 9 août 1825. Il fait sa formation à Paris, dans les ateliers de Jean-Baptiste Camille Corot et Eugène Delacroix, puis passe avant 1851 deux ans à Rome et Naples,. Par la suite, il enseigne le dessin au petit séminaire de la Chapelle et au collège épiscopal Saint-Étienne de Strasbourg. Il expose régulièrement à Strasbourg et à Mulhouse à partir de 1876 et jusqu’en 1899. Il expose également au salon de Paris, notamment en 1882,.
Eugène Arbeit meurt peu de temps après, le 27 février 1900, à Wegscheid. Sa fille, Antoinette Arbeit, est également peintre, mais presque rien n’est connu de son œuvre.

## Œuvres et style
Eugène Arbeit est considéré comme étant un précurseur de l’école alsacienne. Il peint surtout des paysages et des scènes de genre, dans un style parfois empreint de naïveté,,. Des œuvres peintes pendant sa période italienne, il expose au Salon de 1851 Trois vues de la ville Pamphili, Les murs de Rome et Jeune fille d’Ischia dans l'attente, qui sont appréciées à l’époque pour leur traitement de la lumière. De retour en Alsace, il peint essentiellement des paysages vosgiens et des scènes de la vie quotidienne comme Paysanne de la Haute-Alsace, exposé au Salon de 1880, Un chemin sous bois, Les Bords de la Doller ou Vallée de Masevaux.
Outre ses peintures, Eugène Arbeit a aussi réalisé des illustrations pour les contes d’Erckmann-Chatrian. Plusieurs de ses œuvres des collections publiques alsaciennes ont été détruite pendant la Seconde Guerre mondiale, notamment Paysage et Le Lac de Sewen, qui se trouvaient au musée des Beaux-Arts de Mulhouse, .